# Philipp Uebel
Philipp Uebel (* 24. Dezember 1864 in Dieburg; † 27. Juni 1929 ebenda) war Beamter und Mitglied des Deutschen Reichstags.

## Leben
Philipp Uebel war der Sohn des Kreisbürogehilfen Philipp Uebel und dessen Frau Anna Maria geborene Lohrum. Er heiratete am 26. Juli 1892 in erster Ehe Elisabeth geborene Braun. Nach deren Tod im Jahr 1896 heiratete er in zweiter Ehe am 16. April 1899 in Dieburg Klara geborene Heußlein.
Uebel besuchte die Volksschule und das bischöfliche Progymnasium in Dieburg, die Präparandenschule in Wöllstein, das Lehrerseminar in Bensheim und war Lehrer von 1885 an in Vielbrunn und Ober-Abtsteinach. Der Militärpflicht genügte er  1885 im 3. Hessischen Infanterieregiment (Leibregiment) Nr. 117 in Mainz.
1894 trat er aus dem Schuldienst aus, um die Ämter seines verstorbenen Vaters als Stadtrechner und Fechenbach-Landenbachscher Verwalter in Dieburg zu übernehmen. Er war Erster Präsident des Hessischen Bauernvereins und Erster Präsident des Katholischen Männer- und Arbeitervereins in Dieburg.
Ab 1905 war er Mitglied der II. Kammer der Landstände des Großherzogtums Hessen als Vertreter des Wahlbezirk Starkenburg 8/Lorsch-Heppenheim.
Von 1909 bis 1912 war er Mitglied des Deutschen Reichstags für den Wahlkreis Hessen 8 (Bingen, Alzey) und die Deutsche Zentrumspartei. Nach dem Ersten Weltkrieg war er zwischen 1919 und 1924 war er Mitglied des Landtages im Volksstaat Hessen und Ministerialpräsident.